# جین بروکس
جین بروکس (انگلیسی: Jean Brooks؛ ۲۳ دسامبر ۱۹۱۵ – ۲۵ نوامبر ۱۹۶۳) یک هنرپیشه اهل ایالات متحده آمریکا بود.